# Khramort
Khramort (azerbajdzjanska: Xramort, armeniska: Խրամորթ, ryska: Храморт, azerbajdzjanska: Pirlər, armeniska: Khramort’) är en ort i Azerbajdzjan.   Den ligger i distriktet Xocalı Rayonu, i den centrala delen av landet, 260 km väster om huvudstaden Baku. Khramort ligger 575 meter över havet och antalet invånare är 403.
Terrängen runt Khramort är kuperad åt nordväst, men åt sydost är den platt. Terrängen runt Khramort sluttar österut. Närmaste större samhälle är Ağdam, 7,7 km öster om Khramort. 
Trakten runt Khramort består till största delen av jordbruksmark. Runt Khramort är det ganska glesbefolkat, med 34 invånare per kvadratkilometer.